# Grand Bouquet au vase noir et fond bleu
Grand Bouquet au vase noir et fond bleu (aussi désigné sous le nom de Fleurs) est une peinture à l'huile sur toile réalisée entre 1929 par l'artiste peintre française Séraphine Louis, plus connue sous le nom de Séraphine de Senlis (1864-1942), dont l'œuvre est rattachée à l'art naïf et à l'art brut. Elle est conservée dans une  collection particulière.

## Description
Ce riche bouquet multicolore occupe tout l'espace de la toile, au point qu'il s'agit moins d'un rassemblement de feuilles et de fruits en grand nombre que d'un véritable paysage de choses.
Comme souvent dans les œuvres du peintre, la partie inférieure diffère du reste : elle est pleine au point de dessiner le haut d'un buste alors que tout le reste pourrait représenter un visage.

## Analyse
Dans cette peinture, Séraphine de Senlis confère aux choses un statut en majesté.
Son bouquet semble lancer des flammes. Ce portrait de flammes peut s'expliquer par les exactions des troupes d'occupation pendant la Première Guerre mondiale et notamment l'incendie d'une centaine de maisons à Senlis (Oise), auquel elle assista. Elle avait aussi l'habitude de travailler à la lumière d'une bougie. Une autre explication peut aussi tenir dans le fait qu'elle fut internée en 1932 pour « psychose chronique » à l'hôpital psychiatrique de Clermont (Oise), l'année où Wilhelm Uhde exposa ses œuvres parmi les « Primitifs modernes » à Paris.

## Exposition
Cette peinture est exposée dans le cadre de l'exposition Les Choses. Une histoire de la nature morte au musée du Louvre du 12 octobre 2022 au 23 janvier 2023, parmi les œuvres de l'espace nommé « Tout reclasser ».